# 10-й повітряний корпус (Третій Рейх)
10-й повітряний корпус (нім. X. Fliegerkorps) — авіаційний корпус Люфтваффе за часів Другої світової війни. У березні 1944 року переформований на Головне командування Люфтваффе в Греції (нім. Kommandierende General der Deutschen Luftwaffe in Griechenland).

## Історія
10-й повітряний корпус був сформований 2 жовтня 1939 року в Гамбурзі на базі 10-ї авіаційної дивізії Люфтваффе (нім. 10. Flieger-Division).

## Райони бойових дій
- Німеччина (жовтень 1939 — травень 1940)
- Франція (травень — червень 1940)

## Дислокація штабу корпусу
| Початок        | Завершення     | Місто              |
| -------------- | -------------- | ------------------ |
| 2 жовтня 1939  | квітень 1940   | Гамбург            |
| квітень 1940   | грудень 1940   | Осло               |
| грудень 1940   | 16 червня 1941 | Таорміна           |
| 16 червня 1941 | 1 квітня 1944  | Афіни-Кіфісія      |
| 1 квітня 1944  | серпень 1944   | Анже               |
| серпень 1944   | 5 вересня 1944 | Вісбаден-Ербенхайм |

## Командування

### Командири
- Генерал авіації Ганс Гайслер (нім. Hans Geisler) (2 жовтня 1939 — 3 червня 1940)
- Генерал авіації Бернгард Кюль (нім. Bernhard Kühl) (3 червня — 20 вересня 1940)
- Генерал авіації Ганс Гайслер (20 вересня 1940 — 31 серпня 1942)
- Генерал авіації Отто Гоффман фон Вальдау (нім. Otto Hoffmann von Waldau) (31 серпня — 31 грудня 1942)
- Генерал-лейтенант Александер Голле (нім. Alexander Holle) (31 грудня 1942 — 22 травня 1943)
- Генерал авіації Мартін Фібіг (нім. Martin Fiebig) (22 травня 1943 — 1 вересня 1944)

## Бойовий склад 10-ого повітряного корпусу
Формування управління, забезпечення та підтримки
- ескадрилья зв'язку корпусу (Verbindungsstaffel/I. Fliegerkorps);

- 1-ша бомбардувальна ескадра «Гінденбурґ» (Kampfgeschwader 1);